# Рыцарь Майк
«Рыцарь Майк» (англ. Mike the Knight) — британско-канадский анимационный детский телесериал с компьютерной графикой, созданный Александром Баром (англ. Alexander Bar) и написанный Марком Силом (англ. Marc Seal). Премьера состоялась 8 сентября 2011 года в Канаде на канале Treehouse TV, где мультсериал транслировался до 13 января 2017 года.
В 2014 году на основе мультсериала «Рыцарь Майк» был создан первый полнометражный мультфильм, получивший название «Рыцарь Майк: Путешествие на Драконью гору» (англ. Mike the Knight: Journey to Dragon Mountain). Режиссёры — Нил Аффлек (англ. Neil Affleck) и Кристофер Нолан (англ. Christopher Nolan).
В 2015 году на основе мультсериала «Рыцарь Майк» был создан второй полнометражный мультфильм, получивший название «Рыцарь Майк: Самая храбрая миссия Майка» (англ. Mike the Knight: Mike's Bravest Mission). Режиссёр — Нил Аффлек (англ. Neil Affleck).

## Синопсис
Майк — рыцарь-ученик, который стремится стать рыцарем, как его отец — король, который исследует другие земли. Он отправляется в приключения со своими друзьями-драконами Спарки и Сквиртом, сестрой Эви, которая является ведьмой-учеником, и своим конём Галахадом, с помощью которого он учится на своих ошибках и учится быть настоящим рыцарем.
Девиз: «Время быть рыцарем, а рыцарь может всё!».

## Персонажи
- Майк (англ. Mike) — восьмилетний рыцарь-ученик, который стремится стать рыцарем, как его отец. В Северной Америке его озвучивают Джейк Бил (англ. Jake Beale) и Трек Буччино (англ. Trek Buccino), а в Великобритании — Бенджамин Бейкер (англ. Benjamin Baker).
- Галахад (англ. Galahad) — конь Майка.
- Эви (англ. Evie) — младшая сестра Майка: ведьма-практикантка, которая при возможности присоединяется к брату в миссиях, однако её магия часто идёт наперекосяк. В Северной Америке её озвучивает Эрин Питт (англ. Erin Pitt), а в Великобритании — Джессика Ханн (англ. Jessica Hann).
- Мистер Каддлс (англ. Mr. Cuddles) — лягушонок, лучший друг Эви.
- Спарки (англ. Sparkie) — большой, красный огнедышащий дракон. В Северной Америке его озвучивает Мартин Роуч (англ. Martin Roach), а в Великобритании — Колин Макфарлейн (англ. Colin McFarlane).
- Сквирт (англ. Squirt) — маленький голубой дракон, брызгающий водой. В Северной Америке его озвучивает Эндрю Сабистон (англ. Andrew Sabiston), а в Великобритании — Рассел Тови (англ. Russell Tovey).
- Флаттер (англ. Flutter) — младшая сестра Сквирта, которая также является драконом, брызгающим водой. В мультсериале появляется редко и только с родителями.
- Королева Марта (англ. Queen Martha) — мать Майка и Эви и жена короля, мудрая и добрая. В Северной Америке её озвучивает Элисон Корт (англ. Alyson Court), а в Великобритании — Бет Чалмерс (англ. Beth Chalmers).
- Король (англ. The King) — муж Марты и отец Майка и Эви. Он отсутствует в более ранних эпизодах из-за приключений, но появляется в нескольких эпизодах в третьем сезоне.
- Ип (англ. Yip) и Яп (англ. Yap) — корги королевы Марты. Ип — самец с синим воротничком, а Яп — самка с красным ошейником. Они часто попадают в неприятности, обычно из-за рыцарских интересов Майка или магии Эви. В Северной Америке и Великобритании их озвучивает Роберт Тинклер (англ. Robert Tinkler).
- Фернандо (англ. Fernando) — бард, чьи частушки начинаются и заканчиваются в каждом эпизоде. В Северной Америке его озвучивает Скотт Маккорд (англ. Scott McCord), а в Великобритании — Рассел Троуви (англ. Russell Trovey).
- Тролли (англ. Trollee) — тролль, один из друзей Майка. Может быть застенчивым. В Северной Америке его озвучивает Ниссе Айзен (англ. Nissae Isen), а в Великобритании — Саманта Рейнольдс (англ. Samantha Reynolds).
- Мистер Тролль (англ. Mr. Troll) и миссис Тролль (англ. Mrs. Troll) — родители Тролли.
- Ричард (англ. Richard) и его младший брат Питер (англ. Peter) — компаньоны[6].
- Эдвард (англ. Edward) — рыцарь-ученик из другого королевства и соперник Майка.
- Робин (англ. Robin) и Мэриан (англ. Marian) — маленькие дети, которые иногда помогают.
- Великий Вальфорфини (англ. The Great Walforfini) — пожилой волшебник, который иногда обучает Эви.
- Миссис Пикраст (англ. Mrs. Piecrust) — пекарь, которая готовит пироги и которую Майк часто спасает. Её озвучивает Сара Карбануз (англ. Sarah Carbanoose).
- Мистер Кузнец (англ. Mr. Blacksmith) — городской кузнец, у которого есть сын.

## Эпизоды
| Nº                         | Название эпизода                                                                                     |
| -------------------------- | --- |
|                            | |
| 1 сезон                    | |
|                            | |
| 001                        | «Улыбающееся сокровище» (Mike the Knight and the Smiley Treasure)                                    |
|                            | |
| 002                        | «Охота на драконов» (Mike the Knight and the Scary Dragons)                                          |
|                            | |
| 003                        | «Рыцарский торт» (Mike the Knight and Evie's Birthday Present)                                       |
|                            | |
| 004                        | «Мастерство наездника» (Mike the Knight and the Galahad The Great)                                   |
|                            | |
| 005                        | «Награда за добро» (Mike the Knight and the Fluttering Favour)                                       |
|                            | |
| 006                        | «Начинающий следопыт» (Mike the Knight and the Tricky Trail)                                         |
|                            | |
| 007                        | «Сокровище троллей» (Mike the Knight and the Buried Treasure)                                        |
|                            | |
| 008                        | «Рыцарский турнир» (Mike the Knight and the Sir Trollee)                                             |
|                            | |
| 009                        | «Подготовка к празднику» (Mike the Knight in the Mission Mess)                                       |
|                            | |
| 010                        | «Тролли в беде» (Mike the Knight and the Trollee In Trouble)                                         |
|                            | |
| 011                        | «Вечер страшилок» (Mike the Knight and the Scary Noise)                                              |
|                            | |
| 012                        | «Знакомство с викингами» (Mike the Knight and the Mighty Shield)                                     |
|                            | |
| 013                        | «Тишина для королевы» (Mike the Knight and Peace and Quiet)                                          |
|                            | |
| 014                        | «Новости королевства» (Mike the Knight and the Glendragon News)                                      |
|                            | |
| 015                        | «Угощение для викинга» (Mike the Knight and the Great Gallop)                                        |
|                            | |
| 016                        | «Особый сигнал» (Mike the Knight and the Special Signal)                                             |
|                            | |
| 017                        | «Монстр под мостом» (Mike the Knight and the Invisible Monster)                                      |
|                            | |
| 018                        | «Верные оруженосцы» (Mike the Knight and the Dragon Squire)                                          |
|                            | |
| 019                        | «Рыцарские прятки» (Mike the Knight and the Knight Hider)                                            |
|                            | |
| 020                        | «Почётный гость» (Mike the Knight and the Trollee's Sleepover)                                       |
|                            | |
| 021                        | «Дорога домой» (Mike the Knight and the Mission Home)                                                |
|                            | |
| 022                        | «Важное поручение» (Mike the Knight and the Many Knights)                                            |
|                            | |
| 023                        | «Приключение для дракона» (Mike the Knight and Squirt's Story)                                       |
|                            | |
| 024                        | «Королевский портрет» (Mike the Knight and the Real Swords)                                          |
|                            | |
| 025                        | «Зимняя прогулка» (Mike the Knight and the Snow Dragon)                                              |
|                            | |
| 026                        | «Новый замок» (Mike the Knight and Santa's Little Helper)                                            |
|                            | |
| 027                        | «День большого обмена» (Mike the Knight and the Big Swap)                                            |
|                            | |
| 028                        | «Приз для рыцаря» (Mike the Knight and the Triple Trophy Triumph)                                    |
|                            | |
| 029                        | «Большой парад» (Mike the Knight and the Big Parade)                                                 |
|                            | |
| 030                        | «Конкурс талантов» (Mike the Knight and the Sparkie's Amazing Thing)                                 |
|                            | |
| 031                        | «Ночь в лесу» (Mike the Knight and the Knightly Campout)                                             |
|                            | |
| 032                        | «Животное для рыцаря» (Mike the Knight and the Wild Boar)                                            |
|                            | |
| 033                        | «Секрет успешного спасения» (Mike the Knight and the Great Rescue)                                   |
|                            | |
| 034                        | «Истинная храбрость» (Mike the Knight and the Monster)                                               |
|                            | |
| 035                        | «Секретный ингредиент» (Mike the Knight and the Troll Treat Pie)                                     |
|                            | |
| 036                        | «Сокровище для волшебницы» (Mike the Knight and the Wizard's Treasure)                               |
|                            | |
| 037                        | «Самый лучший рыцарь» (Mike the Knight and the Sir Super)                                            |
|                            | |
| 038                        | «Новый замок» (Mike the Knight and the New Castle)                                                   |
|                            | |
| 039                        | «Конь в горошек» (Mike the Knight and the Polka Dot Horse)                                           |
|                            | |
| 040                        | «Игры на снегу» (Mike the Knight and the Viking Snow Day)                                            |
|                            | |
| 041                        | «Увлекательная история» (Mike the Knight and the Greatest Story Ever)                                |
|                            | |
| 042                        | «Медаль за храбрость» (Mike the Knight and the Most Medals)                                          |
|                            | |
| 043                        | «Полезный рыцарь» (Mike the Knight and the Busiest Day)                                              |
|                            | |
| 044                        | «Кукольное представление» (Mike the Knight and the Real Dragon)                                      |
|                            | |
| 045                        | «Пикник на пляже» (Mike the Knight and the Lost Pots)                                                |
|                            | |
| 046                        | «Волшебный горшок» (Mike the Knight and the Magic Pot)                                               |
|                            | |
| 047                        | «Пирог с рубином» (Mike the Knight and the Jewel of Glendragon)                                      |
|                            | |
| 048                        | «Медвежья услуга» (Mike the Knight and the Favour for Trollee)                                       |
|                            | |
| 049                        | «Великий защитник» (Mike the Knight and the Great Protector)                                         |
|                            | |
| 050                        | «Простуженный олень» (Mike the Knight and the Sneezing Reindeer)                                     |
|                            | |
| 051                        | «Летающие собаки» (Mike the Knight and the Flying Corgis)                                            |
|                            | |
| 052                        | «Очень важный гость» (Mike the Knight and the Knightly Welcome)                                      |
|                            | |
| 2 сезон                    | |
|                            | |
| 053                        | «Ночной страж» (Mike the Knight and the Night Time Lookout)                                          |
|                            | |
| 054                        | «Новый друг Эви» (Mike the Knight and the Evie's New Friend)                                         |
|                            | |
| 055                        | «Пропавший снеговик» (Mike the Knight and the Missing Snowman)                                       |
|                            | |
| 056                        | «Супер-катапульта» (Mike the Knight and the Super Trebuchet)                                         |
|                            | |
| 057                        | «Большой оркестр Глендрагона» (Mike the Knight and the Glendragon Big Band)                          |
|                            | |
| 058                        | «Птичья тренировка» (Mike the Knight and the Bird Training)                                          |
|                            | |
| 059                        | «Сломанный щит» (Mike the Knight and the Broken Shield)                                              |
|                            | |
| 060                        | «Помощь Эви» (Mike the Knight and the Evie's Help)                                                   |
|                            | |
| 061                        | «Ученик Тролли» (Mike the Knight and Trollee the Apprentice)                                         |
|                            | |
| 062                        | «День обмана» (Mike the Knight and the Fooling Day)                                                  |
|                            | |
| 063                        | «Безопасное королевство» (Mike the Knight and the Safest Kingdom)                                    |
|                            | |
| 064                        | «Королевская пьеса» (Mike the Knight and the King's Play)                                            |
|                            | |
| 065                        | «Подарок для Тролли» (Mike the Knight and the Present for Trollee)                                   |
|                            | |
| 066                        | «Собаки» (Mike the Knight and the Undragonly Dogs)                                                   |
|                            | |
| 067                        | «Рыцарь Эви» (Mike the Knight and Evie the Knight)                                                   |
|                            | |
| 068                        | «Забег Смеха» (Mike the Knight and the Glendragon Fun Run)                                           |
|                            | |
| 069                        | «Храбрая песня» (Mike the Knight and the Brave Song)                                                 |
|                            | |
| 070                        | «Большая картина» (Mike the Knight and the Glendragon Big Picture)                                   |
|                            | |
| 071                        | «Рыцарский скачок» (Mike the Knight and the Knightly Net)                                            |
|                            | |
| 072                        | «Большой ремонт» (Mike the Knight and the Big Fix)                                                   |
|                            | |
| 073                        | «Дракон без огня» (Mike the Knight and the Fireless Dragon)                                          |
|                            | |
| 074                        | «Рыцарь на день» (Mike the Knight and the Knight for a Day)                                          |
|                            | |
| 075                        | «Спрятанный сад» (Mike the Knight and the Hidden Garden)                                             |
|                            | |
| 076                        | «Хитрости обучения» (Mike the Knight and the Knightly Training Tricks)                               |
|                            | |
| 077078                     | «Рождественский замок» (Mike the Knight and the Christmas Castle)                                    |
|                            | |
| 079                        | «Горгулья» (Mike the Knight and Gargoyle)                                                            |
|                            | |
| 080                        | «Деревянный конь» (Mike the Knight and the Wooden Horse)                                             |
|                            | |
| 081                        | «Настоящий спектакль» (Mike the Knight and the Knightly Play)                                        |
|                            | |
| 082                        | «Экскурсия по замку» (Mike the Knight and the Tour of the Castle)                                    |
|                            | |
| 083                        | «Купание мистера Каддлза» (Mike the Knight and the Mr. Cuddles' Bath Time)                           |
|                            | |
| 084                        | «Придворный шут» (Mike the Knight and the Court Jester)                                              |
|                            | |
| 085                        | «Великий Вальдорфини» (Mike the Knight and the Great Waldorfini)                                     |
|                            | |
| 086                        | «Особые рыцарские вещи» (Mike the Knight and the Special Knightly Things)                            |
|                            | |
| 087                        | «Путешествие по следам Тролля» (Mike the Knight and the Troll Trail Adventure)                       |
|                            | |
| 088                        | «Спящий дракон» (Mike the Knight and the Snoring Dragon)                                             |
|                            | |
| 089                        | «Волшебная ошибка» (Mike the Knight and the Evie's Magical Mistake)                                  |
|                            | |
| 090                        | «Три задания» (Mike the Knight and the Three Missions)                                               |
|                            | |
| 091                        | «Турнир» (Mike the Knight and the Super Troll Ball)                                                  |
|                            | |
| 092                        | «Лучший страж» (Mike the Knight and the Best Lookout)                                                |
|                            | |
| 093                        | «Школа для рыцарей» (Mike the Knight and the Knight School)                                          |
|                            | |
| 094                        | «День рождения Галахада» (Mike the Knight and the Galahad's Birthday)                                |
|                            | |
| 095                        | «Точный план» (Mike the Knight and Squirt Sticking to the Plan)                                      |
|                            | |
| 096                        | «Украденный посох» (Mike the Knight and the Stolen Staff)                                            |
|                            | |
| 097                        | «Щенки Эви» (Mike the Knight and the Evie's Pet Puppies)                                             |
|                            | |
| 098                        | «Волшебный цветок» (Mike the Knight and the Magical Flower)                                          |
|                            | |
| 099                        | «Заклинание» (Mike the Knight and the Size Spell)                                                    |
|                            | |
| 100                        | «Миссия Фернандо» (Mike the Knight and Fernando's Mission)                                           |
|                            | |
| 101                        | «Игры в спрятанном саду» (Mike the Knight and the Hidden Garden Games)                               |
|                            | |
| 102                        | «Тройные неприятности» (Mike the Knight and Triple Trouble)                                          |
|                            | |
| 103                        | «История на ночь» (Mike the Knight and the Bedtime Story)                                            |
|                            | |
| 104                        | «Большая книга» (Mike the Knight and the Big Book of Training)                                       |
|                            | |
| Полнометражные мультфильмы | |
|                            | |
| 1                          | «Рыцарь Майк: Путешествие на Драконью гору» (Mike the Knight and the Journey to the Dragon Mountain) |
|                            | |
| 2                          | «Рыцарь Майк: Самая храбрая миссия Майка» (Mike the Knight: Mike's Bravest Mission)                  |
|                            | |
| Третий сезон               | |
|                            | |
| 105                        | «Великое перетягивание каната» (Mike the Knight and the Great Tug of War)                            |
|                            | |
| 106                        | «Ледяной хвост Спарки» (Mike the Knight and Sparkie's Icy Tail)                                      |
|                            | |
| 107                        | «Чудесная машина» (Mike the Knight and the Marvelous Machine)                                        |
|                            | |
| 108                        | «Подарок на День отца» (Mike the Knight and the Father's Day Gift)                                   |
|                            | |
| 109                        | «Сверхбыстрая поездка на санях» (Mike the Knight and the Super-fast Sleigh Ride)                     |
|                            | |
| 110                        | «Ночной полёт» (Mike the Knight and the Night Time Flight)                                           |
|                            | |
| 111                        | «Королевский банкет» (Mike the Knight and the King's Banquet)                                        |
|                            | |
| 112                        | «Супер Трайк» (Mike the Knight and the Super Trike)                                                  |
|                            | |
| 113                        | «Великое исследование» (Mike the Knight and the Great Exploration)                                   |
|                            | |
| 114                        | «Лягушачий день Эви» (Mike the Knight and the Evie's Froggy Day)                                     |
|                            | |
| 115                        | «Эви и сэр Горгулья» (Mike the Knight and Evie and Sir Gargoyle)                                     |
|                            | |
| 116                        | «Жар-птица» (Mike the Knight and the Fire Bird)                                                      |
|                            | |
| 117                        | «Сигнализация викингов» (Mike the Knight and the Viking Alarm)                                       |
|                            | |
| 118                        | «Коробка для плохой погоды» (Mike the Knight and the Bad Weather Box)                                |
|                            | |
| 119                        | «Эви и сбежавший скутер» (Mike the Knight and Evie and the Runaway Scooter)                          |
|                            | |
| 120                        | «Золотая стрела» (Mike the Knight and the Golden Arrow)                                              |
|                            | |
| 121                        | «Эви и пропавшая королева» (Mike the Knight and Evie and the Missing Queen)                          |
|                            | |
| 122                        | «Украденный флаг» (Mike the Knight and the Stolen Flag)                                              |
|                            | |
| 123                        | «Тройной поворот» (Mike the Knight and the Triple Twist)                                             |
|                            | |
| 124                        | «Зверь» (Mike the Knight and the Beast of Glendragon)                                                |
|                            | |
| 125                        | «Комета» (Mike the Knight and the Great Wizard Comet)                                                |
|                            | |
| 126                        | «Магический вызов» (Mike the Knight and Evie and the Magical Challenge)                              |
|                            | |
| 127                        | «Спасательные заклинания» (Mike the Knight and Evie's Rescue Spells)                                 |
|                            | |
| 128                        | «Волшебное дерево желаний» (Mike the Knight and the Magical Wish Tree)                               |
|                            | |
| 129130                     | «Рождественская звезда» (Mike the Knight and the Christmas Star)                                     |
|                            | |

## Трансляция
Премьера мультсериала «Рыцарь Майк» состоялась 6 сентября 2011 года в Канаде на канале Treehouse TV и 29 ноября того же года в Великобритании на канале CBeebies. Первый сезон британской версии состоял из 53 серий, а второй — из 52.
Также мультсериал транслируется на телеканалах Tiny Pop в Великобритании, Discovery Kids в Латинской Америке, TF1 во Франции, ABC Kids в Австралии, NPO Zappelin в Нидерландах и TV2 в Новой Зеландии.
В США мультсериал «Рыцарь Майк» транслировался с 1 марта 2012 года по 30 ноября 2018 года на канале Nick Jr. и с 30 декабря 2019 года по 4 декабря 2020 года на канале Qubo. Также мультсериал транслировался на других языках, в том числе на арабском языке на канале Spacetoon и на валлийском языке под названием «Meic y Marchog» на канале S4C.